# Земные ветви
Земные ветви (кит. упр. 地支, пиньинь dìzhī, палл. дичжи) — циклические знаки двенадцатеричного цикла, которые используются в Китае и других странах юго-восточной Азии для летоисчисления, а также в качестве понятийных операторов в семействе наук классической китайской метафизики. Использовались также для обозначения месяца на китайских телеграммах, дополняя систему обозначения дня символом рифмического словаря на таких телеграммах. Путем добавления после небесного ствола земной ветви образуются циклические двузначные сочетания шестидесятеричного цикла, используемые, в частности, для обозначения годов правления китайских императоров.
Расположены в следующей последовательности: 子、丑、寅、卯、辰、巳、午、未、申、酉、戌、亥
Таблица транскрипции и соответствий циклических знаков другим категориям китайской философии
| №  | Знак | Пиньинь | Транскрипция | Символические животные | Пять стихий | Время суток |
| -- | ---- | ------- | ------------ | ---------------------- | ----------- | ----------- |
| 1  | 子   | zǐ      | Цзы          | 鼠 Мышь                | 水 Вода     | 23:00—01:00 |
| 2  | 丑   | chǒu    | Чоу          | 牛 Корова              | 土 Земля    | 01:00—03:00 |
| 3  | 寅   | yín     | Инь          | 虎 Тигр                | 木 Дерево   | 03:00—05:00 |
| 4  | 卯   | mǎo     | Мао          | 兔 Заяц                | 木 Дерево   | 05:00—07:00 |
| 5  | 辰   | chén    | Чэнь         | 龍 Дракон              | 土 Земля    | 07:00—09:00 |
| 6  | 巳   | sì      | Сы           | 蛇 Змея                | 火 Огонь    | 09:00—11:00 |
| 7  | 午   | wǔ      | У            | 馬 Конь                | 火 Огонь    | 11:00—13:00 |
| 8  | 未   | wèi     | Вэй          | 羊 Овца                | 土 Земля    | 13:00—15:00 |
| 9  | 申   | shēn    | Шэнь         | 猴 Обезьяна            | 金 Металл   | 15:00—17:00 |
| 10 | 酉   | yǒu     | Ю            | 鷄 Петух               | 金 Металл   | 17:00—19:00 |
| 11 | 戌   | xū      | Сюй          | 狗 Собака              | 土 Земля    | 19:00—21:00 |
| 12 | 亥   | hài     | Хай          | 猪 Свинья              | 水 Вода     | 21:00—23:00 |